# Roberta Postiglione
Roberta Postiglione (Roma, 13 febbraio 1967) è un'ex cestista italiana.
Ala, ha giocato in Serie A1 con Palermo.
Nel 2023 è stata nell'Over 55 della FIMBA Italia che ha partecipato alla Campionato Europeo Open ESBA di Albufeira.